# Skyliners Frankfurt

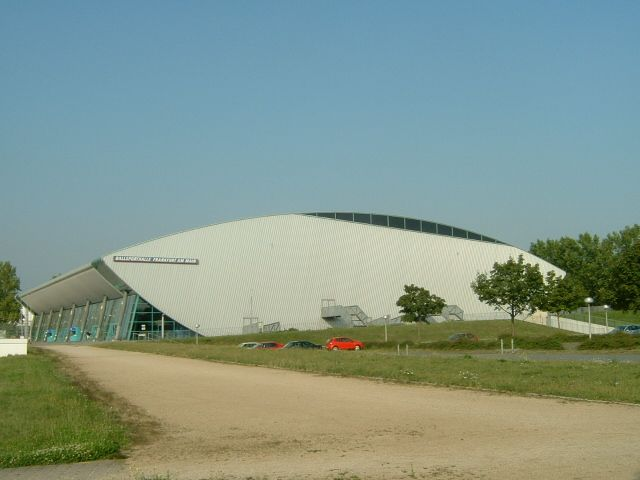
Fraport Arena

Skyliners Frankfurt, atualmente conhecido como Fraport Skyliners por motivos de patrocinadores, é um clube profissional de basquete baseado na cidade de Frankfurt, Alemanha. A arena em que manda seus jogos é a Fraport Arena.
O clube disputa a BEKO BBL da Alemanha desde 1999. E suas maiores conquistas são a Copa da Alemanha vencida em 2000 e a Bundesliga em 2004.
Entre seus atletas o mais famoso é Pascal Roller, que foi selecionado para o "All Star Team" da Bundesliga em sete temporadas e jogou 122 jogos pela Seleção Alemã. Roller jogou dez temporadas pelos Skyliners e teve seu o número da sua camiseta retirada em 2011 em sua homenagem.

## História

### Sua fundação
Em 1999, Dr. Gunnar Wöbke, um empresário e formador de atletas do clube TV Tatami Rhöndorf transferiu seu time de Bad Honnef para sua atual localização. Seu objetivo era levar sua equipe para uma cidade maior com uma arena maior onde pudesse transformar sua equipe em um time de ponta na Bundesliga e na Europa em um curto espaço de tempo. Em Bad Honnef isto parecia não ser possível. Dentre as opções disponíveis Colônia parecia ser uma das mais plausíveis. Porém Sylvia Schenk, diretora do departamento de esportes de Frankfurt anunciou a nova casa dos Skyliners. Franz-Ludwig Solzbacher, empresário de Bad Honnef ajudou na organização nos primeiros passos dos Skyliners, mas permaneceu como patrono do  TV Rhöndorf e comprou uma licença na segunda divisão  (PROA) para o EnBW Ludwigsburg para evitar a relegação do Rhöndorf.

### Dias atuais
Em sua primeira temporada na Elite Alemã, o clube surpreendeu e venceu a Copa da Alemanha em 2000. Em 2004 venceu sua primeira e única Bundesliga onde enfrentou na final o Brose Baskets de Bamberga por 3:2 na série. Na temporada seguinte os Skyliners repetiram sua aparição na final da Bundesliga, porém o Brose Baskets devolveu na mesma moeda o resultado do ano anterior, vencendo os Skyliners por 3:2 na série final. As in the year before, both teams were almost equally strong.
Em 2004 e 2010, os Skyliners foram abatidos na final da Copa da Alemanha pelo Köln 99ers e Brose Baskets respectivamente.
Através dos anos, os Skiliners ficaram conhecidos por suas várias participações em competições européias como a Euroliga, Copa Saporta e Eurocup.
Atualmente em âmbito continental, disputam o EuroChallenge, que é considerado o terceiro nível nas Ligas Europeias.

## Treinadores
| - Stefan Koch – 1999-2001 - Gordon Herbert – 2001-2004 - Murat Didin – 2004-2005 - Ivan Sunara – 2005-2006 - Kamil Novak – 2006 - Charles Barton – 2006-2007 - Mike Kalavros – 2007 - Murat Didin – 2007-2010 - Gordon Herbert – 2010-2011 - Muli Katzurin − 2011-2013 - Gordon Herbert –2013-presente |

## Jogadores notáveis
- Jogou pelo menos duas temporadas pelo clube.
- Conquistou um recorde pelo clube ou um prêmio individual.
- Jogou ao menos uma partida oficial por sua Seleção Nacional ou um jogo pela NBA em qualquer tempo.

| - Robert Garrett (basquete)\|Robert Garrett 3 temporadas: '02-'05 - Stefano Garris 3 temporadas: '05-'08 - Alex King (basquete)\|Alex King 6 temporadas: '03-'08 - Bernd Kruel 3 temporadas: '03-'06 - Robert Maras 5 temporadas: '00-'05 - Kai Nürnberger 4 temporadas: '99-'03 - Pascal Roller 10 temporadas: '99-'06, '07-'11 | - Andrew Kwiatkowski 2 temporadas: '01-'03 - Mario Kasun 2 temporadas: '02-'04 - Jukka Matinen 4 temporadas: '02-'06 - Tyrone Ellis 2 temporadas: '03-'05 - Malick Badiane 3 temporadas: '03-'06 - Rudy Mbemba 3 temporadas: '05-'08 | - Kavossy Franklin 2 temporadas: '04-'06 - Tyron McCoy 2 temporadas: '00-'02 - Antonio Meeking 2 temporadas: '05-'06, '07-'08 - Chris Williams (basquete)\|Chris Williams 2 temporadas: '03-'05 |

## Temporada por temporada
| Temporada | Divisão | Liga       | Pos. | Classificação      | Copa da Alemanha  | Competições Europeias         |
| --------- | ------- | ---------- | ---- | ------------------ | ----------------- | ----------------------------- |
| 1999–00   | 1       | Bundesliga | 3    | Semifinalista      | Campeão           | 2 Copa Saporta                |
| 2000–01   | 1       | Bundesliga | 8    | Quartas de Finais  | 4º Lugar          | 1 Euroliga                    |
| 2001–02   | 1       | Bundesliga | 3    | Semifinalista      | 3º Lugar          | 1 Euroliga                    |
| 2002–03   | 1       | Bundesliga | 7    | Quartas de finais  | –                 | 2 Eurocup                     |
| 2003–04   | 1       | Bundesliga | 1    | Campeão            | Vice-campeão      | 2 Eurocup                     |
| 2004–05   | 1       | Bundesliga | 2    | Vice-campeão       | 4º Lugar          | 1 Euroliga                    |
| 2005–06   | 1       | Bundesliga | 14   | –                  | –                 | 2 Eurocup                     |
| 2006–07   | 1       | Bundesliga | 13   | –                  | –                 | –                             |
| 2007–08   | 1       | Bundesliga | 4    | Semifinalista      | –                 | 2 Eurocup                     |
| 2008–09   | 1       | Bundesliga | 7    | Quartas de finais  | 3º Lugar          | 3 EuroChallenge               |
| 2009–10   | 1       | Bundesliga | 2    | Vice-campeão       | Vice-campeão      | –                             |
| 2010–11   | 1       | Bundesliga | 3    | Semifinalista      | 4º Lugar          | 3 EuroChallenge               |
| 2011–12   | 1       | Bundesliga | 9    | –                  | –                 | 2 Eurocup                     |
| 2012–13   | 1       | Bundesliga | 15   | –                  | –                 | –                             |
| 2013–14   | 1       | Bundesliga | 11   | –                  | –                 | –                             |
| 2014–15   | 1       | Bundesliga | 6    | Quartas Finais     | –                 | 3 EuroChallenge Semifinalista |
| 2015–16   | 1       | Bundesliga | 3    | Semifinalista      | Terceiro Colocado | 3 Copa Europeia Campeão       |
| 2016–17   | 1       | Bundesliga | 10   |                    | –                 | 3 Liga dos Campeões Play offs |
| 2017–18   | 1       | Bundesliga | 8    | Quartas Finais     | –                 | –                             |
| 2018-19   | 1       | Bundesliga | 11   |                    | Oitavas de finais | 2 Eurocup T16                 |
| 2019-20   | 1       | Bundesliga | 14   |                    |                   |                               |
| 2020-21   | 1       | Bundesliga | 11   |                    |                   |                               |
| 2021-22   | 1       | Bundesliga | 17   |                    |                   |                               |
| 2022-23   | 1       | Bundesliga | 17   | Rebaixado          |                   |                               |
| 2023-24   | 2       | ProA       | 4    | Promovidofinalista |                   |                               |
| 2024-25   | 1       | BBL        | 16º  |                    | Semifinalista     |                               |
| 2025-26   | 1       | BBL        |      |                    |                   |                               |

## Fraport Skyliners Juniors
O FRAPORT SKYLINERS e.V. possui uma equipe reserva composta por jovens atletas do clube que atualmente disputa a 2.Bundesliga ProB (3ª divisão) e manda seus jogos no Basketball City Mainhattan com capacidade para 1.087 espectadores.

### Histórico de Temporadas
| Temporada | Nível | Liga | Pos. | Resultado         |  |
| --------- | ----- | ---- | ---- | ----------------- |  |
| 2010-11   | 3     | ProB | 10º  |                   |  |
| 2011-12   | 3     | ProB | 10º  |                   |  |
| 2012-13   | 3     | ProB | 7º   | Oitavas de Finais |  |
| 2013-14   | 3     | ProB | 4º   | Oitavas de Finais |  |
| 2014–15   | 3     | ProB | 8º   | Oitavas de Finais |  |
| 2015–16   | 3     | ProB | 3º   | Finalista         |  |
| 2016–17   | 3     | ProB | 8º   | Oitavas de Finais |  |
| 2017-18   | 3     | ProB | 5    | Oitavas de Finais |  |
| 2017-18   | 3     | ProB | 3    |                   |  |
| 2018-19   | 3     | ProB | 3º   | Quartas de finais |  |
| 2019-20   | 3     | ProB | 9º   |                   |  |

fonte:eurobasket.com

## Ligações Externas
- Sítio Oficial